# Liu Yanan
Liu Yanan, född 29 september 1980 i Dalian, är en kinesisk volleybollspelare. Hon blev olympisk guldmedaljör i volleyboll vid sommarspelen 2004 i Aten.